# Юнион (округ, Миссисипи)
Округ Юнион (англ. Union County) — округ штата Миссисипи, США. Население округа на 2000 год составляло 25362 человек. Административный центр округа — город Нью-Олбани.

## История
Округ Юнион основан в 1870 году.

## География
Округ занимает площадь 1077.4 км2.

## Демография
Согласно переписи населения 2000 года, в округе Юнион проживало 25362 человек (данные Бюро переписи населения США). Плотность населения составляла 23.5 человек на квадратный километр.